# Henrique Martins
Henrique Martins, nom de scène de Hanez Schlesinger (né le 28 août 1933 à Berlin et mort le 26 août 2018 à São Paulo), est un acteur et réalisateur allemand naturalisé brésilien.

## Filmographie

### Acteur
- 2012 - Carrossel : Sr. Lourenço
- 2010 - Ribeirão do Tempo : sénateur Érico
- 2008 - Revelação : Armando (Oculto)
- 1999 - As Aventuras de Tiazinha : Bradbury
- 1996 - Razão de Viver : Raul Macedo
- 1990 - A História de Ana Raio e Zé Trovão : Caminhoneiro
- 1988 - Olho por Olho : Horácio Falcão
- 1985 - Um Sonho a Mais
- 1984 - Transas e Caretas : Marcos Jacinto Cintra
- 1983 - Pão Pão, Beijo Beijo : pai de Ciro e Maria Helena
- 1979 - O Todo-Poderoso : Dângelo
- 1978 - O Direito de Nascer : Ricardo
- 1976 - O Julgamento : Pedro
- 1975 - Um dia, o Amor : Amadeu
- 1973 - Mulheres de Areia : promoteur
- 1971 - O Preço de um Homem : Comprador
- 1971 - Hospital : Heitor
- 1971 - A Selvagem : Fernando
- 1970 - O Meu Pé de Laranja Lima : commentateur Vicente Del Nero
- 1970 - Simplesmente Maria : Felipe
- 1970 - A Gordinha : P. T.
- 1969 - A Menina do Veleiro Azul : Roque
- 1969 - Sangue do Meu Sangue : Clóvis Camargo
- 1968 - O Direito dos Filhos : O Direito dos Filhos"Maurício
- 1968 - Os Diabólicos : Dr Aluísio Nesval
- 1967 - Anastácia, a Mulher sem Destino : Henry de Monfort
- 1967 - A Sombra de Rebeca : Sereno
- 1967 - A Lei do Cão : père de Bebeto
- 1966 - O Sheik de Agadir : sheik Omar Ben Nazir
- 1966 - Eu Compro Esta Mulher : Tião
- 1964 - O Direito de Nascer : Alfredo Martins
- 1964 - Se o Mar Contasse : Marcos
- 1963 - Klauss, o Loiro : Klauss
- 1962 - A Estranha Clementine : Glauco
- 1959 - Um Lugar ao Sol : figurant
- 1959 - TV de comédia : Conde
- 1959 - José do Egito : José
- 1953-1959 - TV de Vanguarda : Charles / Stanley
- 1958 - Os Miseráveis : Nogueira
- 1958 - Máscara de Fero : Lauro
- 1958 - TV Teatro
- 1957 - O Corcunda de Notre Dame : Phœbus
- 1957 - Lever no Espaço
- 1957 - O Volante Fantasma
- 1957 - Casei-me com um Xavante
- 1956 - Conde de Monte Cristo
- 1955 - Legionário Invencível
- 1955 - Engenho das Almas
- 1954 - O Falcão Negro
- 1954 - O Homem Sem Passado
- 1953 - Os Anjos Não Tem Cor

### Réalisateur
- 2008 - Revelação
- 2007 - Amigas e Rivais
- 2007 - Maria Esperança
- 2006 - Cidadão Brasileiro
- 2005 - Os Ricos também Choram
- 2004 - Esmeralda
- 2003 - Canavial de Paixões
- 2003 - Jamais te Esquecerei
- 2002 - Pequena Travessa
- 2002 - Marisol
- 2001 - Amor e Ódio
- 2001 - Pícara Sonhadora
- 2001 - Roda da Vida
- 2000 - Vidas Cruzadas
- 2000 - Marcas da Paixão
- 1998 - Meu Pé de Laranja Lima
- 1998 - Pérola Negra
- 1998 - Fascinação
- 1997 - Os Ossos do Barão
- 1996 - Razão de Viver
- 1995 - Sangue do Meu Sangue (pt)
- 1994 - As Pupilas do Senhor Reitor
- 1994 - Éramos Seis
- 1990 - Fronteiras do Descohecido
- 1991 - Filhos do Sol
- 1991 - Ilha das Bruxas
- 1990 - Escrava Anastácia (mini-série, inspirée par Escrava Anastacia)
- 1990 - Fronteiras do Desconhecido
- 1990 - Mãe de Santo
- 1982 - Campeão
- 1982 - Ninho da Serpente
- 1982 - Os Imigrantes